# Amarito
Amar Amar Hamed, conocido deportivamente como Amarito (Melilla, España, 17 de febrero de 1987) es un futbolista español con ascendencia marroquí. Procede de la cantera de la Unión Deportiva Melilla, equipo en el que juega a nivel profesional desde 2006. 

## Trayectoria
Se formó en la cantera de la Unión Deportiva Melilla, y se incorporó al primer equipo norteafricano en 2006, cuando contaba con 19 años, desde entonces ha ido ganando protagonismo en el equipo y en la actualidad es uno de los defensas habitualmente titulares, habiendo jugado 124 encuentros y anotado 4 goles.

## Clubes
| Club                    | País   | Año   | PJ (G)  |
| ----------------------- | ------ | ----- | ------- |
| Unión Deportiva Melilla | España | 2006- | 124 (4) |
| San Fernando            | España | 2015  |         |